# Cộng hòa Xô viết Bayern
Cộng hòa Xô viết Bayern (tiếng Đức: Bayerische Räterepublik) là một dự định thiết lập một nhà nước xã hội chủ nghĩa tồn tại trong thời gian ngắn ở bang Bayern trong thời kỳ Cách mạng Đức diễn ra. Nhà nước được xây dựng theo mô hình xã hội chủ nghĩa với Hội đồng của giai cấp công nhân. Thủ đô được đặt đặt tại Munich. Nó cũng tranh đấu cho sự độc lập từ Cộng hòa Weimar mới được tuyên bố.

## Cuộc cách mạng không đổ máu của Kurt Eisner

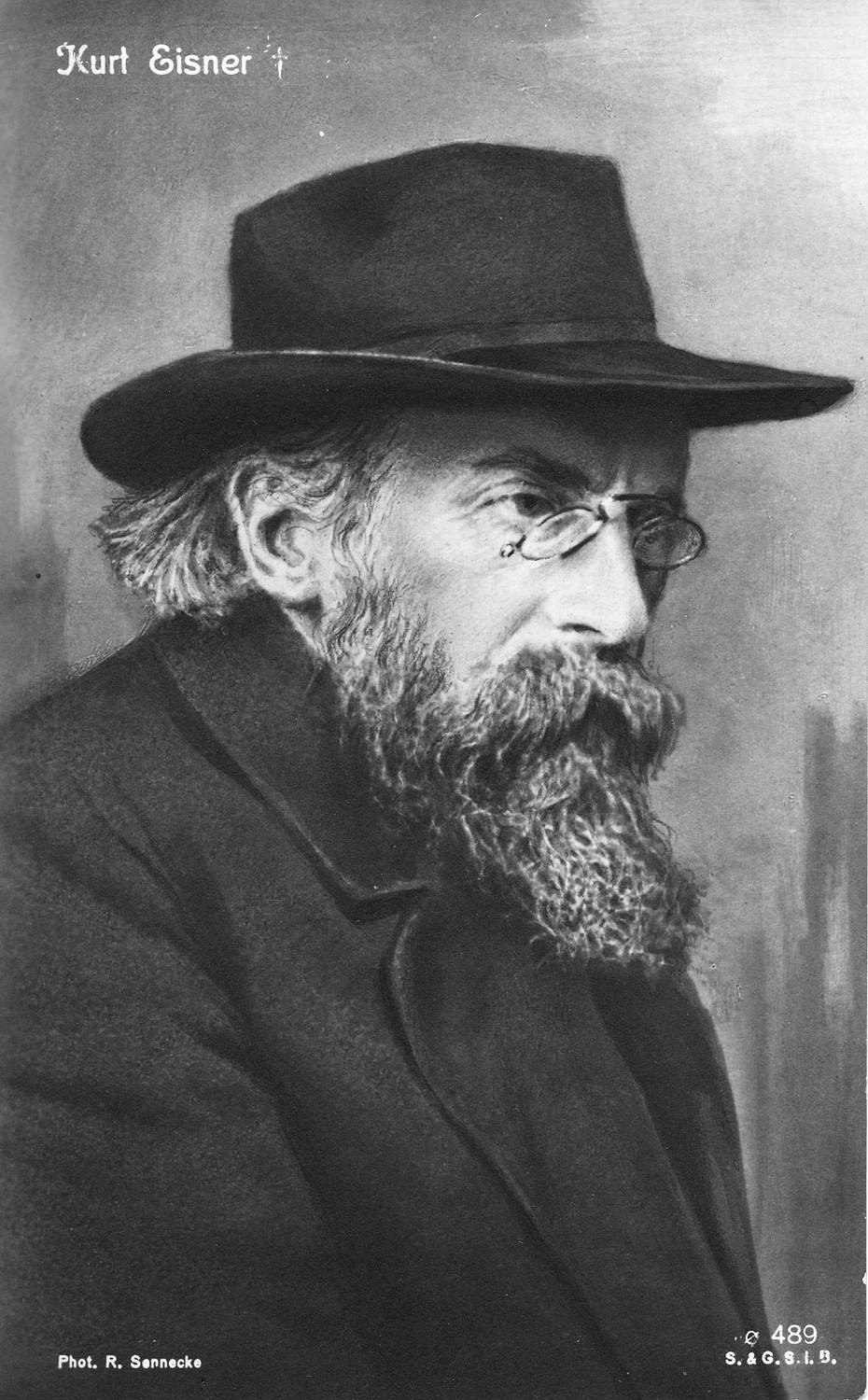
Kurt Eisner năm 1919.

Vào ngày 7 tháng 11 năm 1918 nhân dịp kỷ niệm một năm Cách mạng tháng Mười Nga, Kurt Eisner, một thành viên của Đảng dân chủ xã hội độc lập Đức (USPD), nói chuyện trước khoảng 60.000 người tại bãi đất Theresienwiese (chỗ tổ chức Oktoberfest). Ông đòi hỏi hòa bình ngay lập tức, chế độ ngày làm việc 8 giờ, giảm thất nghiệp và kêu gọi vua Bayern Ludwig III và hoàng đế Đức Wilhelm II thoái vị và đề nghị thành lập hội đồng công nhân và quân đội. Đám đông sau đó đã diễu hành đến doanh trại quân đội và chinh phục hầu hết các binh sĩ đứng về phía cuộc cách mạng. Đêm đó, nhà vua bỏ đi lưu vong. Ngày hôm sau, Eisner tuyên bố Bayern là một "Freistaat" (một nước Cộng hòa không vua). Một tuyên bố mà lật đổ chế độ quân chủ của triều đại Wittelsbach đã cai trị trong hơn 700 năm, và Eisner đã trở thành thủ tướng của Bayern  Mặc dù ủng hộ một "XHCN", ông cho biết sự khác biệt với những người Bolshevik Nga, tuyên bố rằng chính phủ của ông sẽ bảo vệ quyền sở hữu. Trong một vài ngày, nhà kinh tế München Lujo Brentano làm ủy viên nhân dân về thương mại (Volkskommissar für Handel).
Đảng dân chủ xã hội độc lập Đức của Eisner bị đánh bại trong cuộc bầu cử tháng 1 năm 1919, chỉ đứng hạng thứ sáu. Vào ngày 21 tháng 2 năm 1919, khi ông đang trên đường tới quốc hội để tuyên bố từ chức, ông bị bắn chết bởi một người theo chủ nghĩa dân tộc cánh hữu Anton Graf von Arco auf Valley, người đã bị từ chối được trở thành thành viên trong Hội Thule vì tổ tiên người Do Thái phía mẹ mình. Vụ ám sát này gây ra tình trạng bất ổn và vô luật pháp ở Bayern, và các tin tức về một cuộc cách mạng cánh tả ở Hungary khuyến khích những người Cộng sản và vô trị giành chính quyền.

## Chính phủ Hoffmann
Ngày 7 tháng 3 năm 1919, lãnh đạo Đảng Dân chủ xã hội Đức (SPD), mà chiếm đa số, là Johannes Hoffmann lập nên chính phủ liên minh. Tuy nhiên chính quyền này không tập hợp được đủ sự ủng hộ chính trị.

## Chính phủ Ernst Toller
Ngày 6 tháng 4 năm 1919, Cộng hòa Xô viết chính thức được tuyên bố. Các thành viên của Đảng USPD nắm quyền kiểm soát chính phủ bao gồm Ernst Toller, Gustav Landauer, Silvio Gesell, và Erich Mühsam. Toller, một nhà soạn kịch, mô tả cuộc cách mạng như là "Cách mạng Bayern của tình thương".
Tuy nhiên việc bổ nhiệm các thành viên trong nội các không hợp lý. Điển hình như trường hợp bổ nhiệm Thứ trưởng bộ ngoại giao Franz Lipp (người đã nhiều lần vào viện tâm thần). Ông tuyên bố tình trạng chiến tranh với Thụy Sĩ vì nước này không cho mượn 60 toa tàu xe lửa. Ông cũng tuyên bố là người quen của Giáo hoàng Biển Đức XV và thông báo với Vladimir Lenin rằng cựu thủ tướng Hoffmann đã trốn tới Bamberg và mang theo chìa khóa phòng vệ sinh của bộ.

## Chính phủ Eugen Leviné

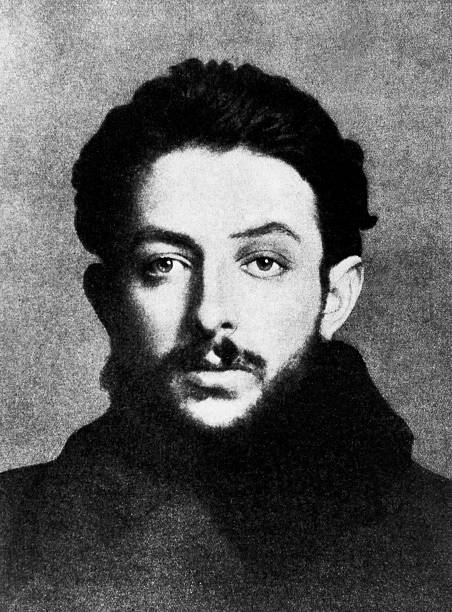
Eugène Leviné

Ngày 12 tháng 4 năm 1919, Đảng Cộng sản do Eugen Leviné lãnh đạo giành lấy chính quyền. Leviné ban hành hàng loạt cải cách Cộng sản bao gồm: xây dựng Hồng quân, tịch thu tiền và lương thực, sung công các căn hộ sang trọng cho người vô gia cư vào ở, giành quyền sở hữu và kiểm soát các nhà máy. Leviné cũng lên kế hoạch xóa bỏ tiền giấy và cải cách hệ thống giáo dục. Tuy nhiên chính quyền của ông sụp đổ trước khi bắt đầu thực hiện những chính sách này.
Ngày 30 tháng 4 năm 1919, tám người, bao gồm cả công tước Gustav của Thurn và Taxis, bị cáo buộc là gián điệp cánh hữu và bị xử tử. Bí thư của Hội Thule, nữ bá tước Hella von Westarp, cũng bị xử tử.

## Sụp đổ
Chẳng bao lâu sau đó, vào ngày 3 tháng 5 năm 1919, những phần tử còn lại trung thành với quân đội Đức (được người Cộng sản gọi là những kẻ bạch vệ của chủ nghĩa Tư bản) với một lực lượng là 9000 quân Đức và 30.000 quân của lực lượng Freikorps tiến vào München và đánh bại những người Cộng sản. Ước tính hơn 1000 người ủng hộ chính quyền bị giết trong cuộc giao tranh trên đường phố và khoảng 700 người bị bắt và bị hành quyết sau khi quân độị Freikorps giành thắng lợi. Leviné bị kết tội phản quốc và bị xử bắn trong nhà tù Stadelheim. Gustav Landauer bị đánh đập và bắn chết bởi một đám binh lính.